# Mario Giubertoni
Mario Giubertoni (Moglia, 1945. december 8. –) olasz labdarúgó, hátvéd.

## Pályafutása
1963–64-ben a Moglia csapatában játszott. 1964 és 1970 között a Palermo, 1970 és 1976 között az Internazionale labdarúgója volt. Tagja volt az 1970–71-es idényben olasz bajnok és az 1971–72-es idényben BEK-döntős csapatnak. 1976–77-ben a Hellas Verona együttesében fejezte be az aktív játékot.

## Sikerei, díjai
Internazionale
- Olasz bajnokság (Serie A)
  - bajnok: 1970–71
- Bajnokcsapatok Európa-kupája (BEK)
  - döntős: 1971–72